# 거스트

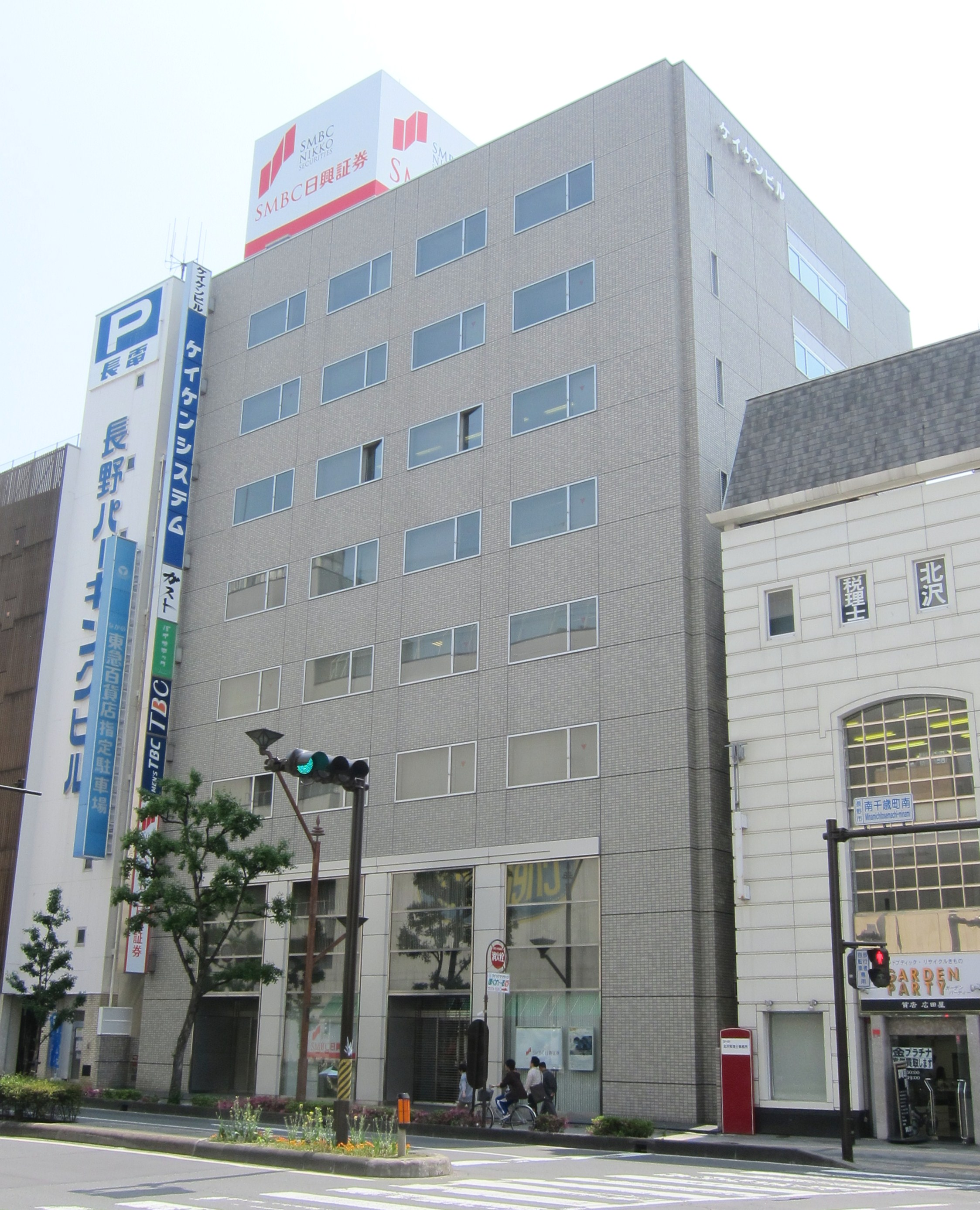

거스트(GUST)사는 일본의 게임 개발 회사이다.

## 개요
1993년 10월 1일, 일본 나가노에서 케이켄시스템의 게임 소프트웨어 개발 부문을 분사화하여 설립된다. 당시 나가노현에서 최초 게임 소프트 하우스로 잡지에 소개.
같은 잡지에서 최초작인 PC-9801판 동인 게임 '알레스 왕의 이야기'의 출시를 발표해서 이름을 알림. 

거스트는 PC 게임 소프트웨어 개발에서 시작했지만, 1994년에 가정용 게임기인 플레이 스테이션의 참여를 발표하고, 1995년 플레이 스테이션의 최초작인 시물레이션 게임 '화루카타'(Falkata)를 출시했다.
1997년 아틀리에 시리즈의 첫작품인 '마리의 아틀리에 ~ 잘부르그의 연금술사 ~'를 발매. 이후 다양한 가정 및 휴대용 비디오 게임 시스템에 대한 게임을 출시중.

## 주요 발매작
- 아틀리에 시리즈
  - 잘 부르그 시리즈
    - 마리의 아틀리에 ~잘부르그의 연금술사~
    - 에리의 아틀리에 ~잘부르그의 연금술사2~
    - 리리의 아틀리에 ~잘부르그의 연금술사3~

  - 그람나드 시리즈
    - 유디의 아틀리에 ~그람나드의 연금술사~
    - 비오라트의 아틀리에 ~그람나드의 연금술사2~

  - 이리스 시리즈
    - 이리스의 아틀리에 ~이터널 마나~
    - 이리스의 아틀리에 ~이터널 마나2~
    - 이리스의 아틀리에 ~그란 판타즘~

  - 마나케미아 시리즈
    - 마나케미아 ~학원의 연금술사들~
    - 마나케미아2 ~떨어진 학원과 연금술사들~

  - 리즈의 아틀리에 ~오르돌의 연금술사~
  - 아니의 아틀리에 ~세라섬의 연금술사~
  - 리나의 아틀리에 ~슈트랄의 연금술사~
  - 알란드 시리즈
    - 로로나의 아틀리에 ~알란드의 연금술사~
    - 토토리의 아틀리에 ~알란드의 연금술사2~
    - 메루루의 아틀리에 ~알란드의 연금술사3~
- 알토네리코 시리즈
  - 알토네리코 ~세계의 마지막에서 노래를 계속하는 소녀~
  - 알토네리코2 ~세계에 울리는 소녀들의 창조시~
  - 알토네리코3 `세계종언의 방아쇠는 소녀의 시가 연주한다~
- 기타 시리즈
  - 알레스 왕의 이야기 (1993)
  - 화루카타 (1995)
  - 메일플라나 (1996)
  - 웰컴하우스 (1996)
  - 웰컴하우스2 (1996)
  - 검은 눈동자의 노아 (1999)
  - 화룡소녀 (1997)
  - 로빈・로이드의 모험 (2000)
  - 브레스 웨르그 (2000)
  - 브레스 웨르그 인터내셔날 에디션(2000)
  - 태정 원령 이문록 (2003)